# Восстановление системы
Восстановление системы (англ. System restore) — компонент операционной системы Windows (процесс rstrui.exe), предназначенный для восстановления работоспособности операционной системы путём отката (восстановления предыдущего состояния дисков) системных файлов, ключей реестра, установленных программ и т. д. Восстановление системы присутствует в системах Windows ME, Windows XP, Windows Vista, Windows 7, Windows 8 а также Windows 10.
Семейство Windows Server не включает в себя функцию Восстановление системы. Восстановление системы, встроенное в Windows XP, может быть установлено на устройстве, работающем под Windows Server 2003, хотя эта операция не поддерживается Microsoft. В Windows Vista данный компонент обладает улучшенным интерфейсом и построен на технологии Shadow Copy, в отличие от предыдущих версий, построенных на файловом фильтре, который отслеживал изменения в определённом наборе расширений файлов и затем копировал файлы, прежде чем они перезаписывались. Преимущество использования технологии Shadow Copy в том, что блок-уровневые изменения в файлах, находящихся в любой папке на диске, могут быть отслежены и резервные копии созданы независимо от местонахождения файлов.

## Обзор
Пользователь может создавать новую точку восстановления вручную, производить откат к уже существующей точке или изменять конфигурацию восстановления системы. Более того, восстановление само по себе может быть обратимым. Старые точки восстановления сбрасываются для того, чтобы поддерживать использование объёма диска в точно определённом размере. Для многих пользователей это может обеспечить точки восстановления, покрывающие несколько прошедших недель. Пользователи, для которых важны производительность или используемый объём диска, могут также выбрать полное отключение восстановления системы. Для файлов, хранящихся на дисках, но которые служба восстановления не отследила, не будут созданы резервные копии и такие файлы никогда не будут восстановлены.
Восстановление системы создаёт резервные копии системных файлов определённых расширений (.exe, .dll и т. д.) и сохраняет их для дальнейшего восстановления и использования. Также создаются резервные копии реестра и большинства драйверов.

## Точки восстановления
Точки восстановления создаются:
- когда программа устанавливается с помощью Windows Installer, Package Installer или других установщиков, знающих о существовании восстановления системы;
- когда Windows Update устанавливает новые обновления;
- когда пользователь устанавливает драйвер без цифровой подписи Windows Hardware Quality Labs;
- каждые 24 часа пользования компьютером (10 часов в Windows Me) или каждые 24 часа календарного времени, в зависимости от того, что истечёт раньше. Эту установку можно конфигурировать через реестр. Подобные точки восстановления известны как точки проверки системы. Для создания таких точек восстановления системы требуется Task Scheduler. Более того, точки проверки системы создаются лишь тогда, когда система находится в бездействии в течение некоторого времени;

- когда система запускается, будучи отключенной более 24 часов;
- по требованию пользователя.

На Windows Vista теневые копии, создаваемые во время процедуры File Backup и Complete PC Backup, могут также использоваться как точки восстановления.

## Различия в операционных системах
Существует значительное различие, как восстановление системы работает под Windows XP и как — под Windows Vista и Windows 7. В Windows XP можно конфигурировать используемый размер до 12 % объёма диска. В Windows Vista служба восстановления разработана для бо́льших объёмов и не может быть запущена на дисках, меньших, чем 1 ГБ (по умолчанию используется 15 % объёма диска). Используя командную строку Vssadmin.exe, можно установить требуемый объём.
Вплоть до Windows XP файлы резервировались только из определённых папок. На Windows Vista этот набор файлов обозначен отслеженными расширениями вне пределов папки Windows, и ВСЕМИ файлами папки Windows.
Вплоть до Windows XP исключались все типы файлов, используемых для личных файлов данных пользователя, таких, как документы, цифровые фото, медиафайлы, e-mail и т. д. Также исключался отслеженный набор типов файлов (.exe, .dll) из таких папок, как Мои документы. Microsoft рекомендует, что если пользователь не уверен, будут ли какие-либо файлы изменены при откате, сохранять их в папке Мои документы. Когда произойдёт откат, файлы, отслеженные Восстановлением системы, сохранятся и новые созданные папки будут удалены. Однако на Windows Vista исключения касаются только файлов типа «документ», и при откате ни один отслеженный файл другого типа не исключается (независимо от своего местонахождения), и Восстановление системы производится по всему объёму.
Вплоть до Windows XP система может быть восстановлена, пока Windows загружается в Нормальном, Безопасном режиме или Безопасном режиме с поддержкой командной строки. В последнем случае восстановление запускается командой %systemroot%\system32\restore\rstrui.exe . Если Windows не запускается, восстановление невозможно. Под Windows Vista в этом случае может быть использован Windows Recovery Environment для запуска восстановления системы.

## Запуск и управление программой
Для запуска программы можно использовать один из способов:
- Выберите Пуск → (Все) программы → Стандартные → Служебные → Восстановление системы
- Выберите Пуск → Справка и поддержка и щелкните «Отмена изменений с помощью Восстановления системы»
- Выберите Пуск → Выполнить (или нажмите комбинацию клавиш Windows+R) и в окне введите: rstrui (этот вариант особо актуален для Windows 8).

Для задания параметров программы необходимо нажать в её главном окне ссылку «Параметры восстановления системы» или открыть свойства значка Мой компьютер (или апплет панели управления «Система») и перейти на вкладку «Восстановление системы».

## Техническая реализация
Восстановление системы сохраняет точки восстановления в папку System Volume Information. По умолчанию (при установке на диск с файловой системой NTFS) Windows XP запрещает доступ пользователей к папке System Volume Information, разрешая доступ лишь системе (пользователю SYSTEM).

## Ограничения и сложности
Ограничения, с которыми приходится сталкиваться при Восстановлении Системы в версиях Windows до Windows Vista, состоят в том, что только отслеженные типы файлов и только файлы из определённых папок (восстановление системы резервирует целиком только Реестр Windows) могут быть отслежены, следовательно, нежелательные установки программ и приложений и особенно обновления программ могут быть не полностью возвращены в первоначальное состояние. В результате воздействие может быть незначительным или практически отсутствовать (не считая использованного места на диске).
Могут возникнуть нежелательные моменты при попытке запустить или удалить такие приложения. Для сравнения — различные другие утилиты разработаны для обеспечения намного более полного возврата изменений системы, включая обновления программ. Например, при отслеживании всех изменений, GoBack от Norton или Rollback Rx от Horizon DataSys позволяют полное восстановление файловой системы к прежнему состоянию от любой из сотен ежедневных точек восстановления. Однако частое или непрерывное отслеживание может также влиять на производительность системы, в то время как точки восстановления системы обычно создаются быстро и экономно.
При отсутствии адекватного свободного места на диске (точки восстановления в папке System Volume Information занимают относительно большой объём) восстановление системы будет не способно создать точку восстановления, так что пользователь при попытке восстановить Систему может обнаружить, что не существует ни одной точки восстановления.
Нет возможности создавать постоянную точку, которая не будет удалена спустя несколько дней, когда автоматическим точкам потребуется место на диске. Так что если проблема не была обнаружена в течение нескольких дней, в момент, когда она всё-таки будет обнаружена, может быть уже поздно для восстановления того состояния системы, которое было до появления проблемы.
По умолчанию Восстановление системы не позволяет другим приложениям или пользователям изменять или удалять файлы из каталогов, где сохраняются точки восстановления в целях неприкосновенности. Поскольку этот метод резервирования довольно упрощённый, результатом может быть архивирование вредоносных программ, таких, как компьютерные черви и вирусы. В этом случае антивирусная программа будет неспособна удалить заражённый файл. Единственный способ удаления инфекции состоит в отключении восстановления системы, что приведёт к потере всех сохранённых точек, или просто ждать, когда Windows удалит старые точки для освобождения места под новые. Более того, если заражённый набор файлов восстановлен, результатом может быть также восстановление вируса.
Под Windows Vista восстановление системы не работает на дисках FAT32 и не может быть запущено на дисках ёмкостью меньше 1 ГБ.
Изменения, произведённые на диске с другой ОС (в случае, если на диске установлены две и более ОС), не могут быть отслежены. Также возникают вопросы совместимости во время Восстановления системы при нахождении на одном загрузочном диске Windows XP (или Windows Server) и Windows Vista (или более поздней ОС). Теневые точки на диске удаляются, когда более старые ОС получают доступ к этому диску NTFS. Это происходит потому, что предыдущие ОС не опознают новый формат теневых копий.
Распространенная проблема, что при откате удаляются файлы с расширением «cs», так как они не считаются файлами данных. То есть, выполнив откат, вы потеряете всю работу в Visual Studio с файлами C#, и вам придется отменить откат. Однако, если вы выполняли откат из защищенного режима, то отмена отката невозможна, что потенциально может привести к потере важных данных.

## Диск восстановления
Компакт-диск с резервной копией системы и настроек компьютера, сделанной производителем или пользователем компьютера, обычно называется диском восстановления. Использование такого диска предполагает форматирование жесткого диска компьютера и копирование системных файлов и данных из резервной копии системы с компакт-диска на диск компьютера, то есть приведение системы компьютера в состояние на момент создания диска восстановления.
Обычно диски восстановления — это загрузочные диски с собственной операционной системой, которая не зависит от установленной на компьютере системы. Такие диски могут использоваться как для полного восстановления системы, так и для диагностики компьютера и копирования отдельных файлов с поврежденной операционной системы на USB-носители или серверы.
Операционная система для диска восстановления обычно выбирается по основной операционной системе компьютера. То есть используется облегченная версия основной операционной системы. Наиболее распространенная операционная система на загрузочных дисках — это Windows PE разных версий. Такое распространение этой операционной системы связано с тем, что она позволяет запускать множество стандартных программ Microsoft Windows, не требующих расширенных динамических библиотек и ресурсов, что вполне достаточно для восстановления работоспособности компьютера и копирования данных с поврежденной системы. Помимо Windows PE, диски восстановления строятся и на других операционных системах.
Диск восстановления можно создать как своими силами, так и с помощью специального программного обеспечения от производителя компьютера или от стороннего разработчика.